# Let It Snow! Let It Snow! Let It Snow!
"Let It Snow! Let It Snow! Let It Snow!", også kendt som "Let It Snow!" er en sang skrevet af Jule Styne og Sammy Cahn og første gang indsunget af Vaughn Monroe.
Sangen blev skrevet i Hollywood, Californien under en varmebølge, da Cahn og Styne forestillede sig køligere forhold. Selvom sangens tekst ikke nævner jul, den spilles på radiostationer i julesæsonen og bliver ofte dækket af forskellige kunstnere på juletemaer-albummer.
Sangen blev først optaget til RCA Victor i 1945 af Vaughn Monroe og blev et populært hit og nåede #1 på Billboard Best Sellers i slutningen af januar og gennem februar 1946.

## Andre kunstneres fortolkninger
Sangen har været fremført af en lang række andre kunstnere gennem årene, heriblandt:
- Jo Stafford, på albummet Happy Holliday, 1955
- Ella Fitzgerald, på albummet Ella Wishes You a Swinging Christmas, 1960
- Kurt Ravn,  på albummet  Stille som sne, 2003.
- Jessica Simpson, på albummet Rejoyce: The Christmas Album, 2004
- Carly Simon, på en cd-single, 2005
- Rod Stewart, på albummet Merry Christmas, Baby, 2012